# Stuart Peach

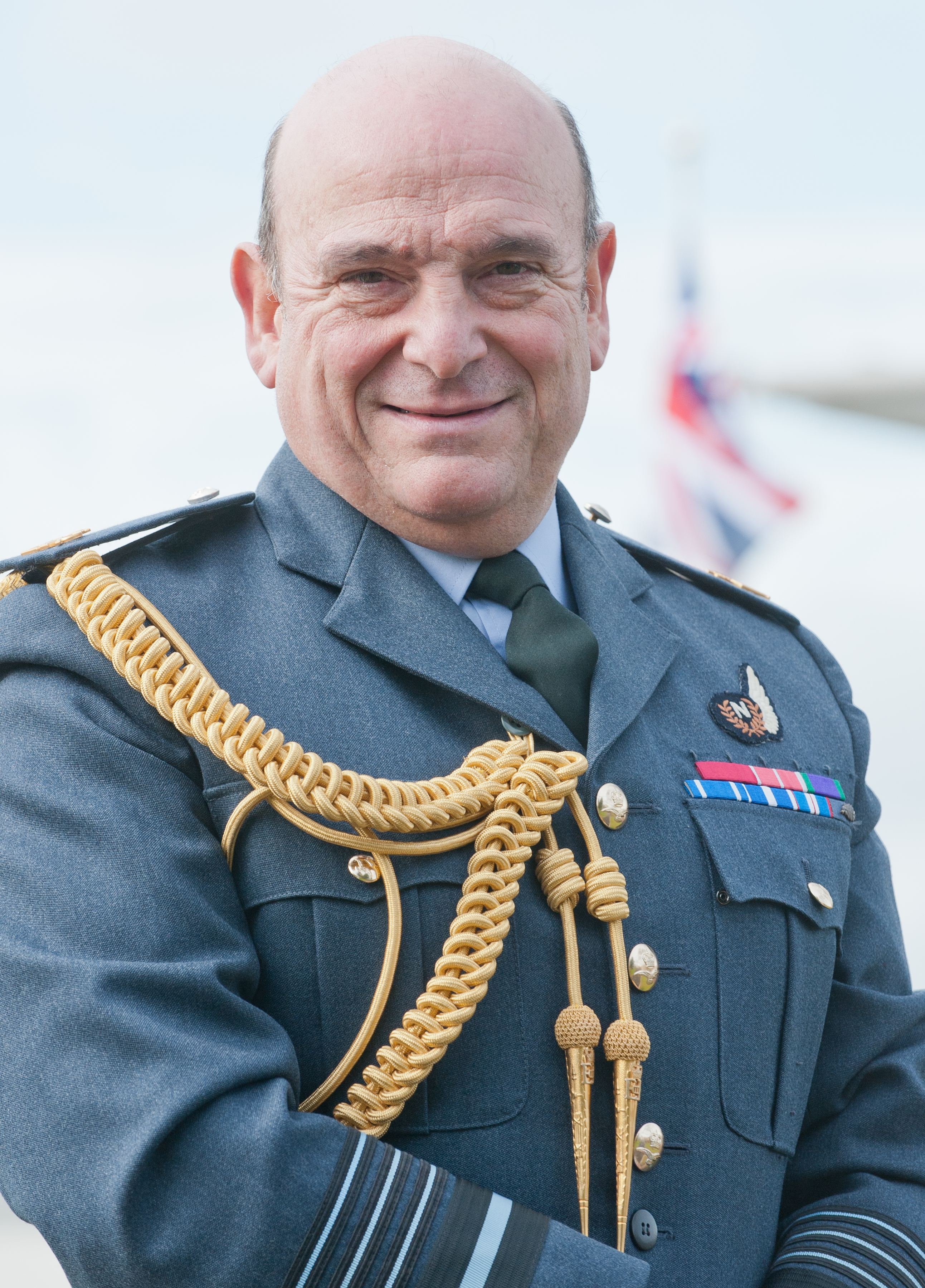
Sir Stuart Peach, 2012

Stuart William Peach, Baron Peach,  KG GBE KCB ADC DL (* 22. Februar 1956 in Walsall, West Midlands) ist ein ehemaliger britischer Air Chief Marshal. Er war zwischen 2013 und 2016 Vize-Chef des Verteidigungsstabes (Vice-Chief of the Defence Staff) sowie am Ende seiner Laufbahn vom 29. Juni 2018 bis 25. Juni 2021 der Vorsitzende des NATO-Militärausschusses und zuvor von 2016 bis 2018 Chief of the Defence Staff der Britischen Streitkräfte.

## Leben
Stuart Peach wurde 1956 in den West Midlands geboren. Nach seiner Schulzeit an der Aldridge Grammar School schloss er sich 1977 der Royal Air Force (RAF) an. Er ist verheiratet und Vater von zwei Kindern.

### Militärische Laufbahn
Während seiner Dienstzeit war Peach häufig im Ausland (unter anderem von 1994 bis 1996 als Kommandant eines RAF-Verbandes in Brüggen) stationiert.
In den Jahren 2013 bis 2016 war er stellvertretender Vorsitzender des Verteidigungsstabes. Anschließend wurde er zu dessen Chef (Chief of the Defence Staff) ernannt und trat am 14. Juli die Nachfolge von Nicholas Houghton an. Im September 2017 wurde er zum 32. Vorsitzenden des NATO-Militärausschusses gewählt. Die Übergabe des Kommandos erfolgte am 29. Juni 2018. Den Posten des Chief of the Defence Staff übernahm General Nick Carter. Nach seiner Rückkehr von seinem Posten bei der NATO trat Peach in den Ruhestand.

### Ehrungen
Am 31. Dezember 2008 wurde er als Knight Commander in den Bathorden (KCB) aufgenommen und dadurch geadelt. Er führte seither den Namenszusatz „Sir“. Am 31. Dezember 2015 wurde er zum Knight Grand Cross des Order of the British Empire (GBE) erhoben.
Im November 2022 wurde er als Baron Peach, of Grantham in the County of Lincolnshire, zum Life Peer erhoben. Er sitzt als Crossbencher im House of Lords.
Bei der Krönung von Charles III. und Camilla 2023 trug er das Schwert der Barmherzigkeit.
2024 wurde er von König Charles III. zum Ritter des Hosenbandorden berufen.